# Liste der Monuments historiques in Fain-lès-Montbard
Die Liste der Monuments historiques in Fain-lès-Montbard führt die Monuments historiques in der französischen Gemeinde Fain-lès-Montbard auf.

## Liste der Objekte
| Bezeichnung                                        | Beschreibung               | Standort                      | Kennzeichnung | Schutzstatus | Datum | Bild |
| -------------------------------------------------- | -------------------------- | ----------------------------- | ------------- | ------------ | ----- | ---- |
| Grabstein für Charles Jules de Damas de Cormaillon | Kalkstein, bezeichnet 1771 | in der Kirche St-Denis (Lage) | PM21001067    | Classé       | 1931  |      |
| Grabstein für Bénigne de Damas                     | Kalkstein, bezeichnet 1644 | in der Kirche St-Denis (Lage) | PM21001068    | Classé       | 1959  |      |